# Aquarium (Buckethead)
Aquarium è il novantaseiesimo album in studio del chitarrista statunitense Buckethead, pubblicato il 21 luglio 2014 dalla Hatboxghost Music.

## Descrizione
Sessantaquattresimo disco appartenente alla serie "Buckethead Pikes", Aquarium è uno dei sette album pubblicati dal chitarrista nel mese di luglio 2014 ed è uscito in contemporanea al successivo Hold Me Forever (In Memory of My Mom Nancy York Carroll).

## Tracce
Musiche di Buckethead.
1. Aquarium – 3:49
2. Without Form – 4:32
3. Attention Electric Cyclone – 6:07
4. Beyond the Windmill – 7:41
5. Hopper Feeding Mash – 6:56

## Formazione
- Buckethead – chitarra, basso, programmazione